# Abbaye Notre-Dame d'Acey
Pour les articles homonymes, voir Abbaye Notre-Dame.

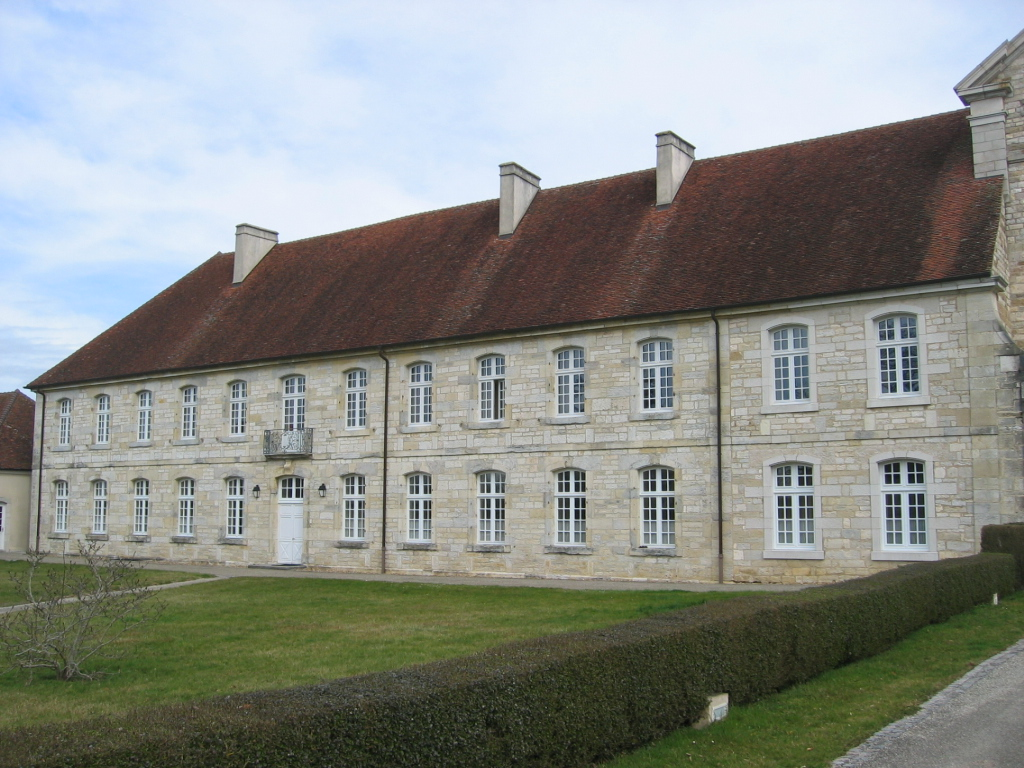
Abbaye d'Acey - façade du cloître.

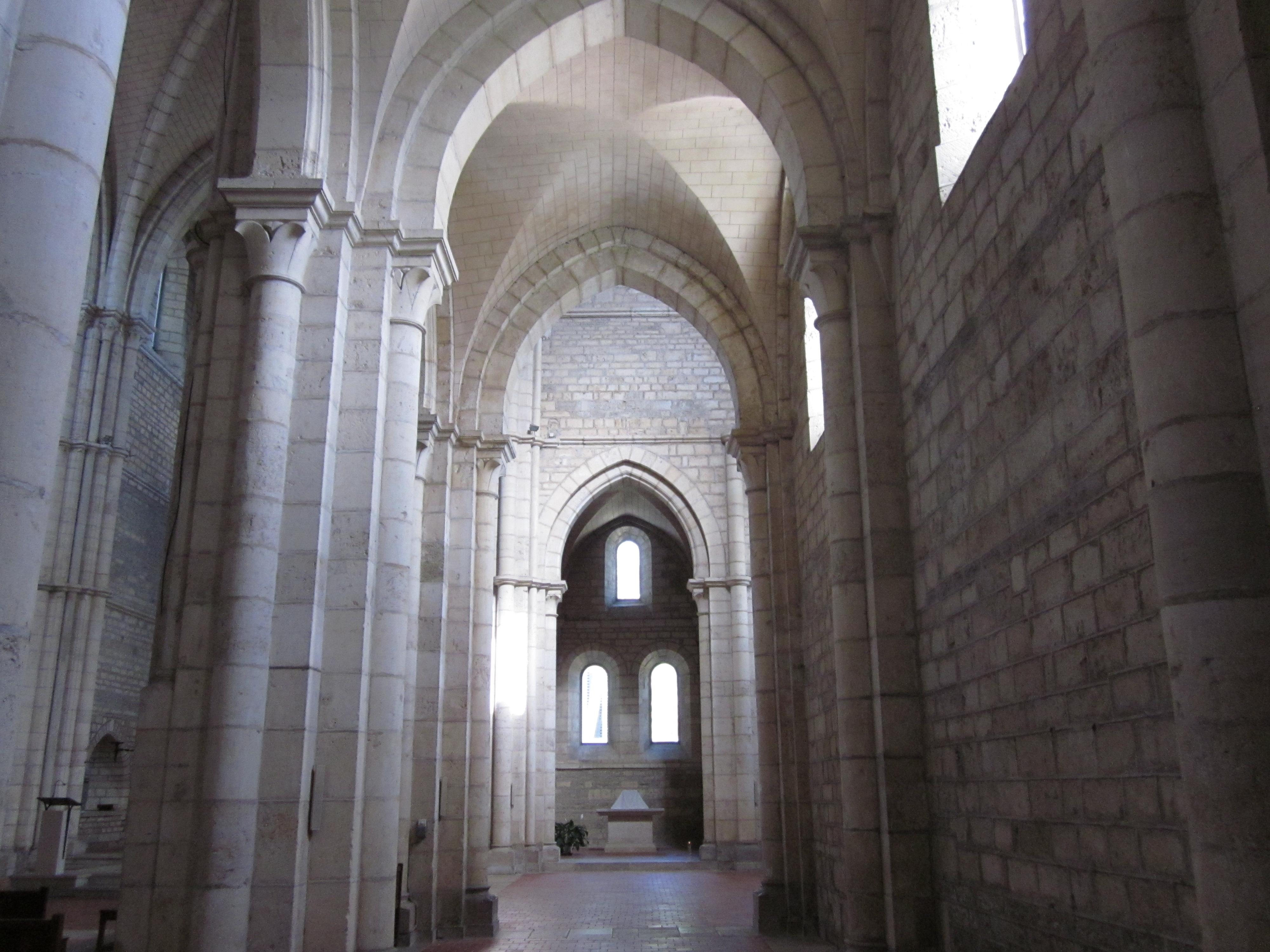
Abbaye d'Acey – nef latérale de l'église du XIIe siècle.

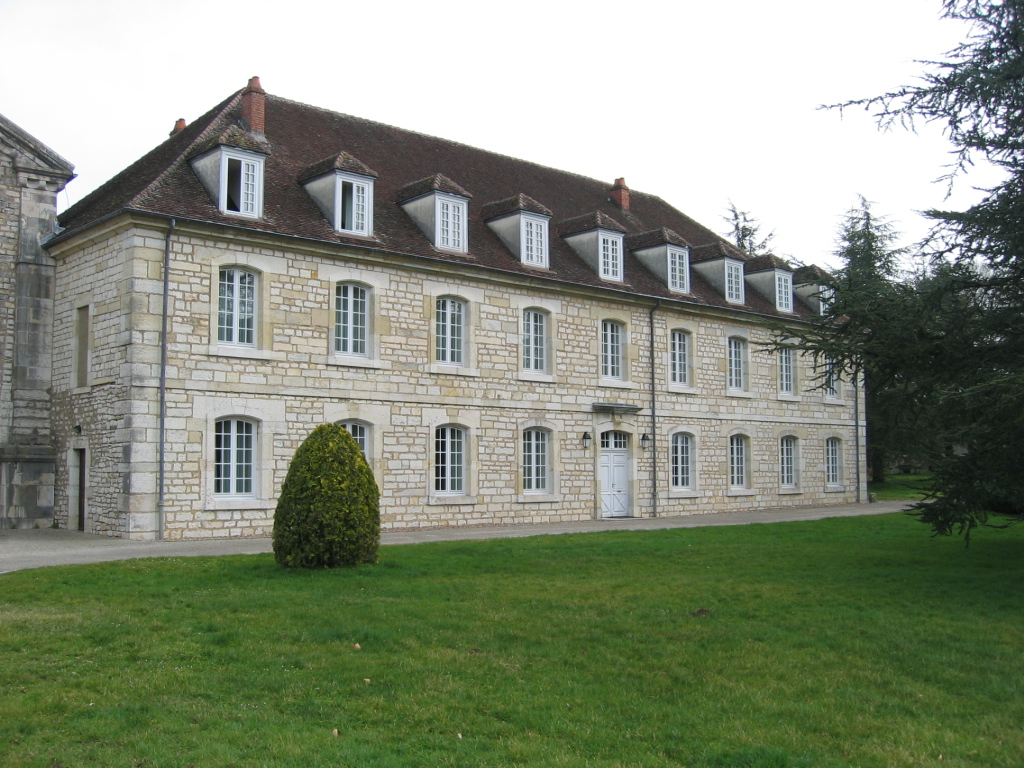
Abbaye d'Acey - hostellerie monastique.

L'abbaye Notre-Dame d'Acey, fondée en 1136, est une abbaye cistercienne située dans la vallée de l'Ognon, dans la commune de Vitreux, au nord du département du Jura, en Franche-Comté, à la limite de la Haute-Saône et du Doubs, entre Dole et Besançon. Elle est actuellement habitée par des moines cisterciens-trappistes, c'est le seul monastère cistercien encore occupé par une communauté monastique en Franche-Comté.
Abbaye importante au Moyen Âge, située en terre d'Empire, à la limite des duché et comté de Bourgogne, elle a eu une histoire marquée par les destructions des guerres mais aussi par la dégradation liée au régime de la commende. Vendue comme bien national en 1791, l'abbaye est redevenue un lieu monastique dans la deuxième moitié du XIXe siècle et ses bâtiments du XVIIIe siècle ont été relevés comme l'église du XIIe siècle.

## Histoire

### Avant l'abbaye
La vallée de l'Ognon avait accueilli dès l'époque carolingienne à l'initiative du monastère de Condat (abbaye de Saint-Claude) et de saint Lupicin, un ermitage qui reçut plusieurs donations des seigneurs voisins avant de disparaître dans la période troublée des invasions normandes. À la fin du XIe siècle, l'abbaye de Baume-les-Messieurs s'en fit attribuer la possession qui fut confirmée par le pape Urbain II en 1090 et par l'archevêque de Besançon en 1111.

### Fondation
Un peu plus tard deux ermites, Constantin et Robert (un prêtre et son frère), s'installèrent dans les murs du premier prieuré et attirèrent peu à peu une communauté qui construisit une basilique consacrée par l'archevêque Anséric le 5 décembre 1127. Le prélat confirma les donations et exemptions concernant cette implantation monastique puis donna en 1134 la mission à la proche abbaye de Cherlieu (aujourd'hui en Haute-Saône) d'y établir un monastère de l'ordre de Cîteaux alors que l'abbaye de Saint-Claude renonçait à ses droits. On retient 1136 comme année de la fondation de l'abbaye que Renaud III de Bourgogne, comte de Bourgogne, et d'autres seigneurs dotèrent richement en champs, prés, vignes, forêts et pêcheries sur l'Ognon : les moines édifièrent ainsi plusieurs fermes et granges sur un large territoire.
Le schisme qui opposa à partir de 1160 l'empereur Frédéric Barberousse (maître du comté de Bourgogne, actuelle Franche-Comté) et le pape Alexandre III eut des conséquences sur l'abbaye d'Acey comme tous les établissements clunisiens et cisterciens de la région, terre d'Empire, mais dont les ordres restaient fidèles au pape : les moines furent dispersés comme les biens de l'abbaye. Il fallut procès et longues années avant que la situation ne se rétablisse : une bulle papale de 1182 confirma les possessions et droits particuliers de l'abbaye d'Acey et la réputation de l'abbaye devint grande : en témoigne la décision du pape Grégoire VII d'envoyer en 1186 un groupe de moines d'Acey entreprendre la restauration morale de l'abbaye de Pilis, en Hongrie.

### Moyen Âge
Prospère mais mal gérée, l'abbaye dut se plier plusieurs fois, en 1316 et 1320, aux contrôles des commissaires du pape Jean XXII. Ce furent ensuite les guerres et les pillages qui ponctuèrent le XIVe siècle avec le conflit entre le duc de Bourgogne et les barons francs-comtois (le mot de « Franche-Comté » apparaît pour la première fois en 1366) comme Jean II de Chalon-Arlay, ou avec les exactions des Grandes compagnies et les épisodes de la guerre de Cent Ans. La paix se réinstalle avec la fusion du duché et du comté de Bourgogne (en 1384, par l'héritage de sa femme Marguerite III de Flandre, Philippe le Hardi devient duc-comte de Bourgogne) et la prospérité revient mais dès le XVe siècle l'abbaye d'Acey tombe en commende. Les conflits reprennent à partir de 1469 sous le règne de Charles le Téméraire et en avril 1477, les troupes du roi de France Louis XI ravagent la vallée de l'Ognon, rançonnent l'abbé et pillent l'abbaye. La précarité s'installe alors pour longtemps malgré les protections des puissants comme l'archiduchesse Marguerite en 1530 ou Charles Quint en 1545.

### Commende et déclin
À la fin du siècle, en 1595, dans le contexte de la guerre contre l'Espagne, ce sont les armées d'Henri IV qui dévastent la région et s'en prennent particulièrement aux églises et aux monastères catholiques : Acey n'échappe pas aux destructions et se remet à peine quand survient la Guerre de dix ans (1634-1644) : selon Rousset et son Dictionnaire des communes du Jura, l'abbaye ne comptait plus que six moines « qui s'enfuirent ou moururent de la peste ». La conquête de la Franche-Comté en 1668 paracheva la ruine de l'abbaye qui subit de plus un incendie en 1683 et vécut au ralenti dans la désolation.
Les malheurs du temps n'ont donc pas épargné Acey, mais l'incurie des abbés commendataires a aussi une grande part dans la dégradation des bâtiments.qui conduisit à l'effondrement du clocher et de la voûte de l'église sur une longueur de 30 mètres en 1650, bien avant l'incendie semble-t-il accidentel de 1683.
Au XVIIIe siècle d'importantes ventes de bois permettent d'entreprendre la réparation partielle des bâtiments avec en particulier la reconstruction tronquée de la nef de l'église sur les plans de l'architecte Antoine-Louis Attiret dressés en 1756, et, vers 1720, la construction du quartier abbatial (dont le cloître) achevée en 1768.

### Révolution et refondation
Ce patrimoine amoindri qui conservait peu de chose de la période médiévale a été vendu comme bien national en 1791 puis acheté en 1829 par l'abbé Bardenet pour y installer un pensionnat de jeunes filles tenu par les Marianistes qui déménagea à Lons-le-Saunier en 1853. C'est la communauté bénédictine de Solesme qui acquiert alors l'abbaye et tente une implantation bénédictine qui échoue (on comptait « cinq religieux de chœur et six frères convers » en 1854, selon Rousset). Les trappistes lui succèdent en 1860 sans mieux réussir dans un premier temps : en 1863 les lieux sont de nouveau inoccupés.
La persévérance de l'évêque de Saint-Claude (Mgr Nogret, 1862-1880) qui souhaite, semble-t-il, rechristianiser la partie la moins religieuse de son diocèse porte finalement ses fruits : un groupe venu de Notre-Dame des Dombes s’installe en avril 1872, rejoint en 1873 par d'autres moines venus de l’abbaye Notre-Dame d'Aiguebelle. La restauration commence avec une petite communauté de moins de 30 religieux qui, dans le contexte de la IIIe République, refonde l'abbaye dans un esprit de combat, voulant retrouver la sainteté monastique des origines contre la modernité qui a abaissé l’Église et conduit à la Révolution. Le monastère est remis en état sans chercher les racines médiévales trop dénaturées par l'histoire sauf pour l'église qui est refaite en 1909-1910 dans sa sobriété cistercienne et ouverte au culte en 1910. Le monastère retrouve son titre d'abbaye en 1938 et les réaménagements poursuivent comme avec la création de l'hostellerie monastique ou le remplacement, en 1994, des verrières de l'église par des œuvres de créateurs régionaux, le peintre Jean Ricardon et le maître verrier Pierre-Alain Parot.
En 2010, l'abbaye Notre-Dame d'Acey compte 24 moines cisterciens-trappistes et reçoit des personnes désireuses d'accomplir une retraite religieuse. L'église est seule ouverte au public qui peut assister aux offices. L'institution tire ses revenus de la location de ses terres agricoles (65 ha) dont l'exploitation directe a été abandonnée par les moines en 1990, et depuis 1962 (après des débuts tâtonnants en 1954) d'une usine de traitement des métaux par électrolyse qui emploie une quinzaine de salariés (en plus de cinq moines) et fait un chiffre d'affaires de 4 millions d'euros en 2011.
En 2023, le nombre de moines est tombé à treize, lors du décès accidentel de l'abbé Godefroy Raguenet de Saint Albin.

### Repères historiques
- 1136 : fondation de l'abbaye.
- 1168 : l'empereur germanique Frédéric Barberousse fait expulser les moines par le prévôt du chapitre d'Aix-la-Chapelle. Les moines reviennent en 1170. Leurs biens leur sont restitués par une bulle du pape en 1182.
- 1184 : création de l'abbaye de Pilis en Hongrie, supprimée en 1526 par les Turcs.
- 1790 : la Révolution française disperse les moines.
- Des bénédictins occupent brièvement l'abbaye au début du XIXe siècle.
- 1829 : établissement par des sœurs marianistes (Filles de Marie Immaculée) d'un pensionnat de jeunes-filles.
- 1853 : départ des sœurs marianistes pour Lons-le-Saunier.
- Fondation par l'abbaye Saint-Pierre de Solesmes d'un prieuré de Bénédictins.
- Essais d'implantation de cisterciens à Acey par l'abbaye Notre-Dame-des-Neiges et l'abbaye Notre-Dame-des-Dombes.
- 1873 : l'abbaye Notre-Dame d'Aiguebelle devient maison-mère et restitue la présence cistercienne à Acey.
- 1900-1910 : restauration de l'église.
- 1911 : réouverture de l'église au culte.
- 1938 : élévation au rang d'abbaye.

### Statut actuel
- Abbaye de cisterciens-trappistes (Ordre cistercien de la stricte observance, OCSO), sous le vocable de Notre-Dame d'Acey. Les moines exploitent un atelier d'électrolyse.

## Architecture et description
L'abbaye occupe un petit coteau à proximité de la rivière Ognon (rive gauche) dans un cadre de prés, de champs et de forêts. Les moines ont creusé un petit canal de dérivation qui alimentait l'abbaye, il comportait une écluse et alimentait un moulin et une huilerie, aujourd'hui disparus. Ils avaient également établi une tuilerie à proximité immédiate comme il y a aujourd'hui un atelier réputé d'électrolyse industrielle.

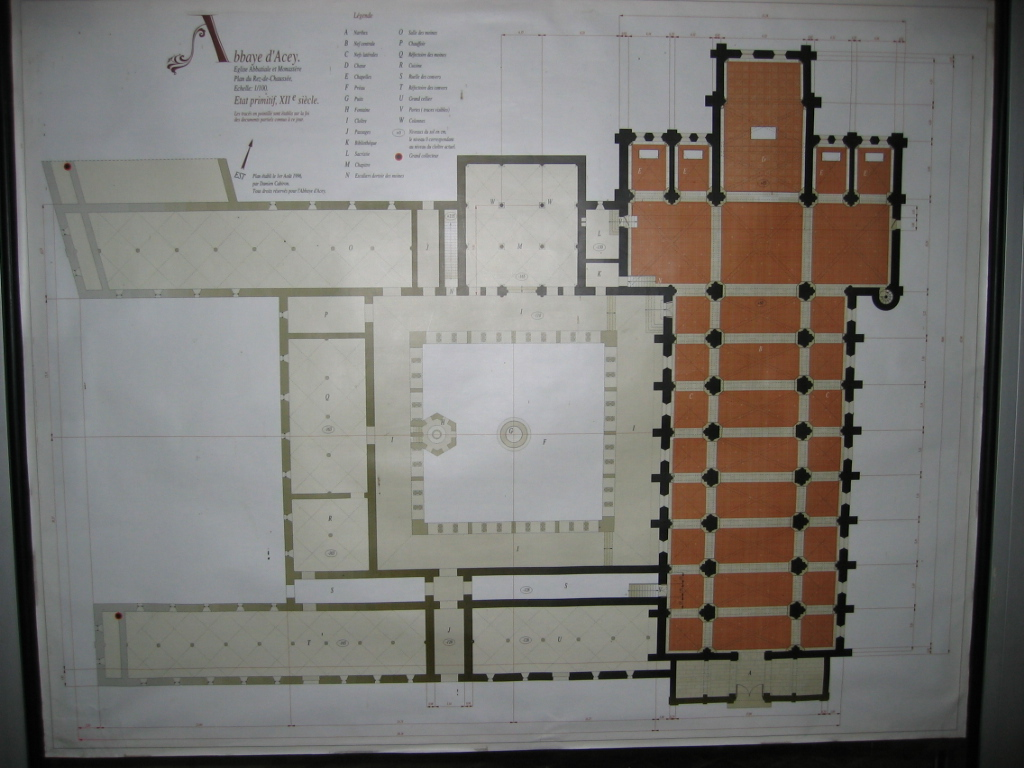

L'église abbatiale initiale « avait 209 pieds de longueur et 60 pieds de hauteur sous la clef de la voûte, et se composait d'une nef principale et de deux nefs collatérales, d'un transept carré au centre, renfermant dans chacun de ses bras deux chapelles, de deux chœurs pour les religieux, dits chœur d'été et chœur d'hiver, d'un sanctuaire, d'une sacristie renfermant le trésor et d'une autre renfermant les archives et -servant de salle des comptes » et contenait les tombeaux de nombreux seigneurs et donateurs (Rousset, Dict. des communes du Jura). La reconstruction au XVIIIe siècle a réduit les dimensions de l'édifice et l'église restaurée au début du XXe siècle a été classée monument historique par arrêté du 2 novembre 1971. La nef compte aujourd'hui huit travées avec collatéraux, chœur à chevet plat, croisillons ouvrant vers l'est sur deux chapelles alignées à fond plat avec une Vierge à l'enfant à l'entrée du chœur et un pavement restauré.
L'ensemble de la construction est imposant avec des façades et des toitures à longs pans du XVIIIe siècle (inscription aux Monuments historiques par arrêté du 13 juin 1952). Elle comporte également le cloître et son jardin, la bibliothèque, la maison abbatiale, l’hôtellerie, mais aussi des bâtiments agricoles et industriels, ces derniers à l'aspect de hangar échappant à tout critère esthétique.

## Filiation et dépendances
Notre-Dame d'Acey est fille des abbayes de Cherlieu puis d'Aiguebelle

## Liste des abbés

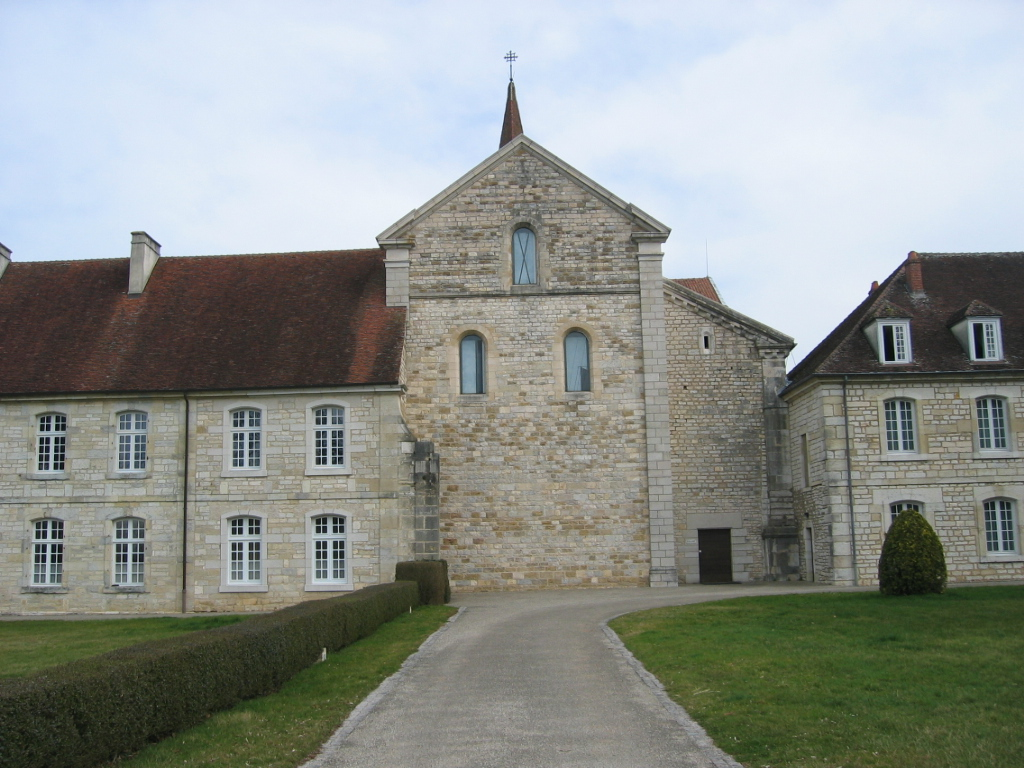
Abbaye d'Acey - Porche d'entrée.

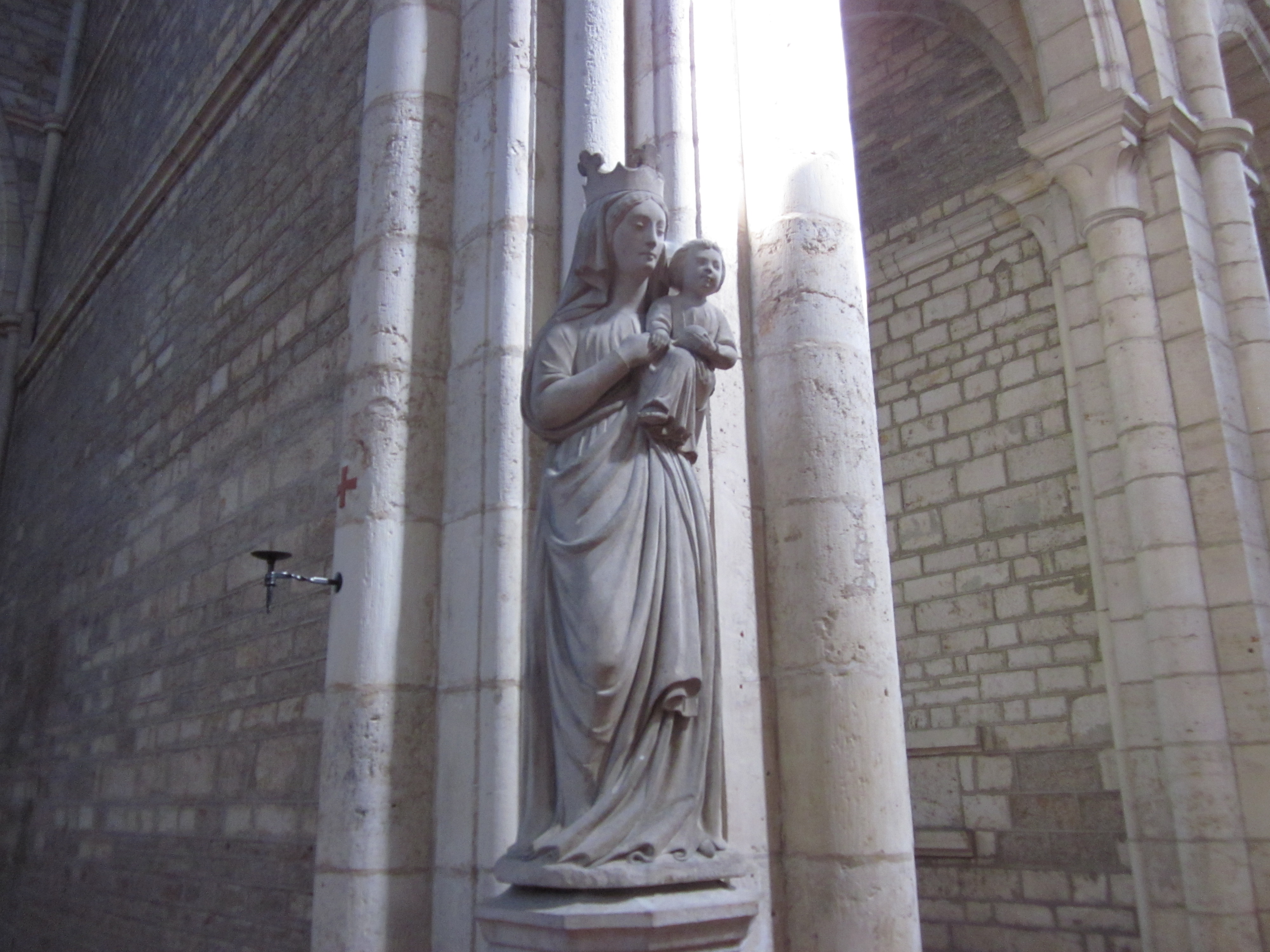
Acey – Vierge à l'enfant.

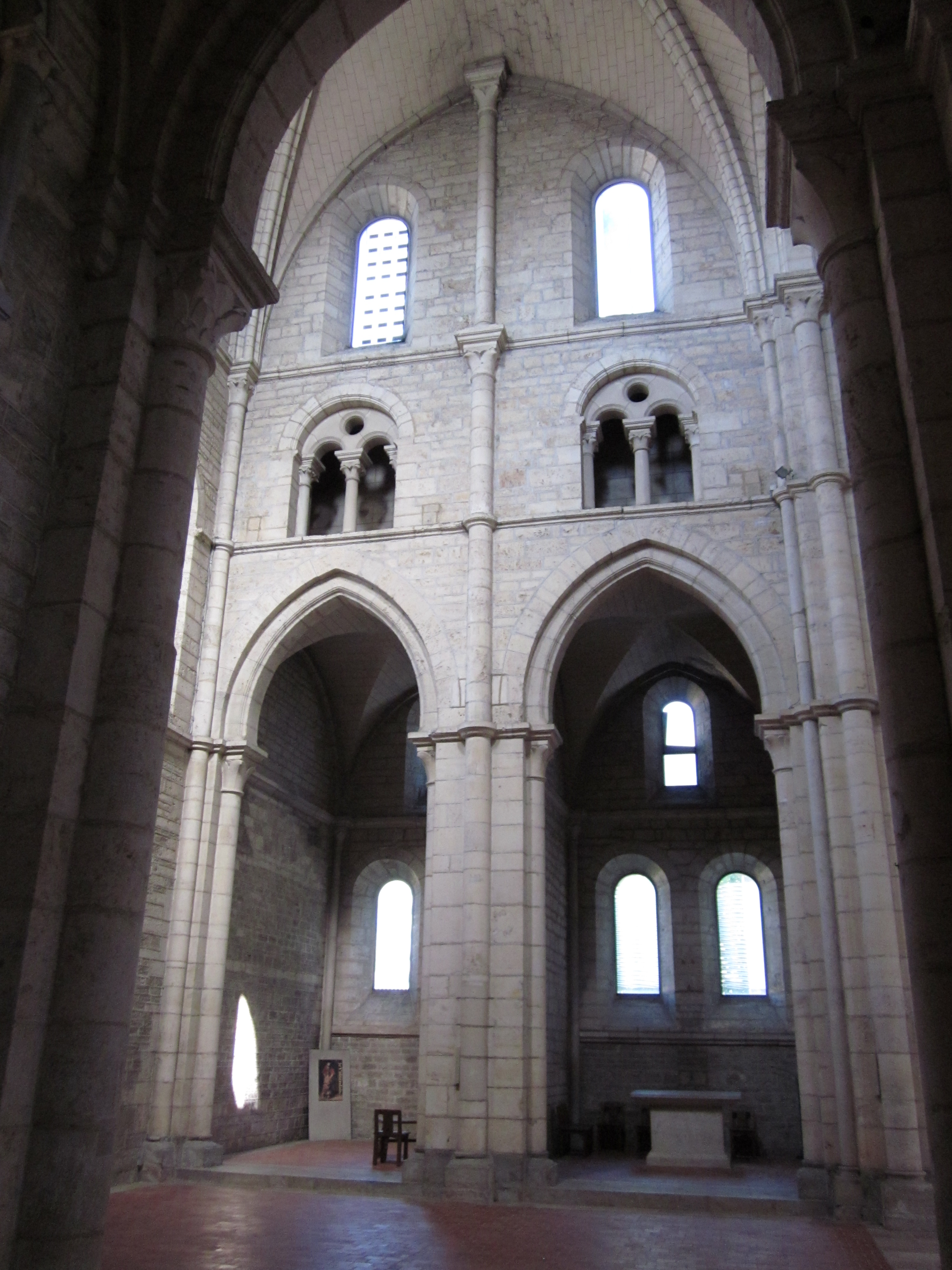
Acey - transept de l'église du XIIe s.

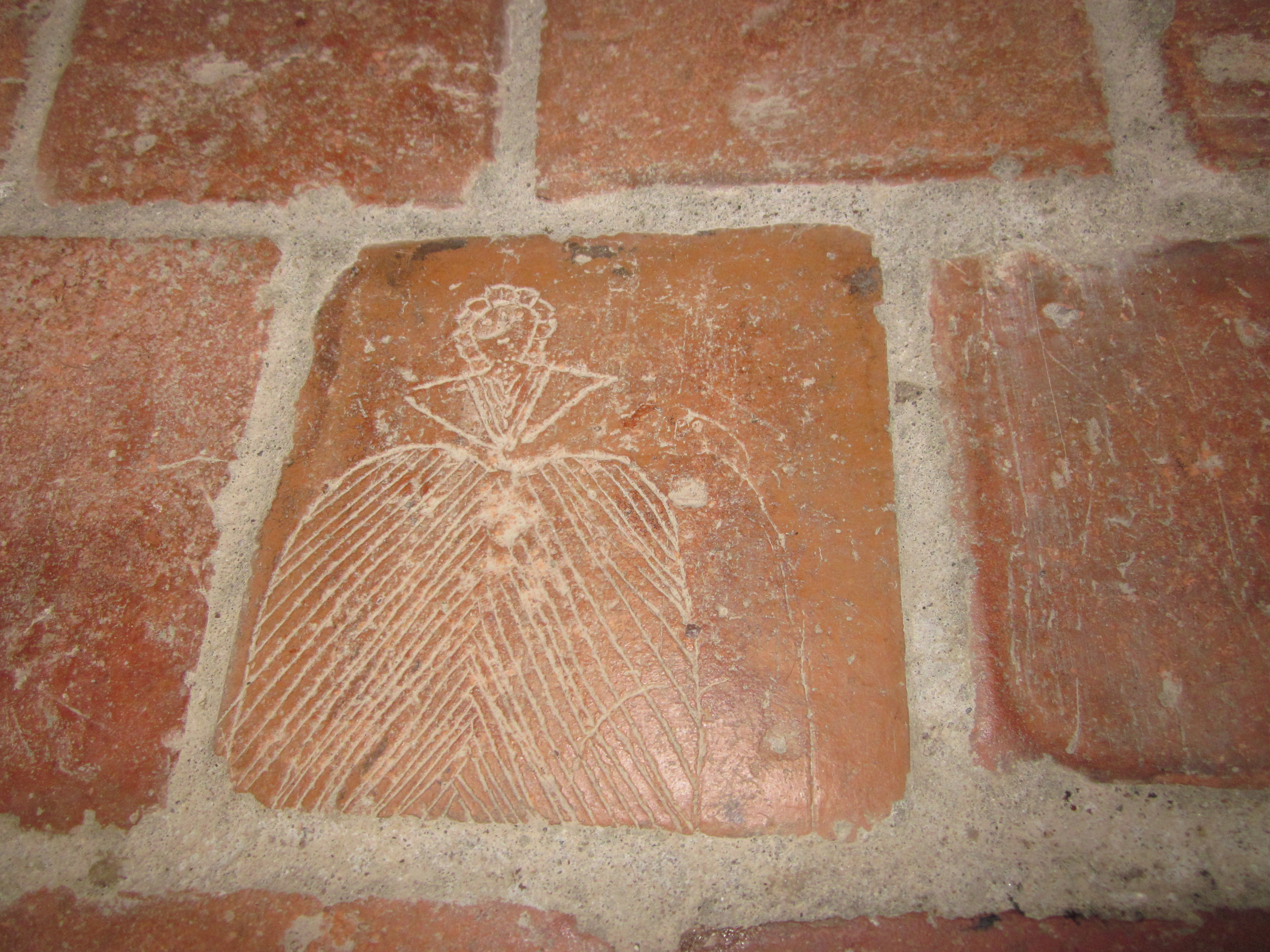
Acey – pavement de sol du XVIIIe siècle.

### Abbés
- 1136-1144 : Philippe I
- 1144-1156 : Lucas
- 1156-1168 : Guy I
- 1168-1171 : Pierre I
- 1171-1188 : Eudes
- 1188-1195 : Guy II
- 1195-1212 : Servius
- 1212-1219 : Gauthier I
- 1219-1220 : Gauthier II
- 1220-1256 : Pierre II
- 1256-1258 : Louis I
- 1258-1268 : Jean I
- 1269-1280 : Hugues
- 1280-1293 : Gérard
- 1293-1303 : Jean II
- 1303-1304 : Vernier  (1)
- 1304-1305 : Aimé I de Rochefort  (1)
- 1305-1306 : Vernier  (2)
- 1306-1313 : Aimé I de Rochefort  (2)
- 1313-1316 : Étienne I de Besançon
- 1317-1320 : Jacques I
- 1320-1326 : Humbert de Sermanges
- 1326-1329 : Renaud
- 1329-1363 : Nicolas de Sermanges
- 1363-1372 : Aimé II
- 1373-1400 : Aimé III de Rochefort
- 1400-1411 : Étienne II de Salins
- 1412-1422 : Jean III de Rouvres
- 1422-1423 : Jean IV de Machefoing
- 1423-1456 : Pierre III de Salins
- 1456-1477 : Jacques II Albert
- 1478-1497 : François I Vincent de Vers
- 1498-1505 : Jacques III de Balerne
- 1506-1522 : Pierre IV de Louhans
- 1522-1545 : Laurent I de Rancé
- 1545-1550 : Louis II de Rye de Balançon
- 1550-1559 : Philibert de Rye de Balançon
- 1560-1593 : Claude I de Bauffremont
- 1594-1637 : François II de Rye de Balançon [14]
- 1638-1649 : Pierre V François-Ernest de Mercy
- 1649-1650 : Pierre VI Cornette
- 1650-1672 : Laurent II Outhenin
- 1672-1725 : Jean V François de Croÿ-Solre
- 1725-1766 : Philippe II de Saint-André de Vercel
- 1767-1779 : Claude II de Chaylard du Bartas
- 1779-1790 : Claude III Gaspard de Lezay-Marnésia

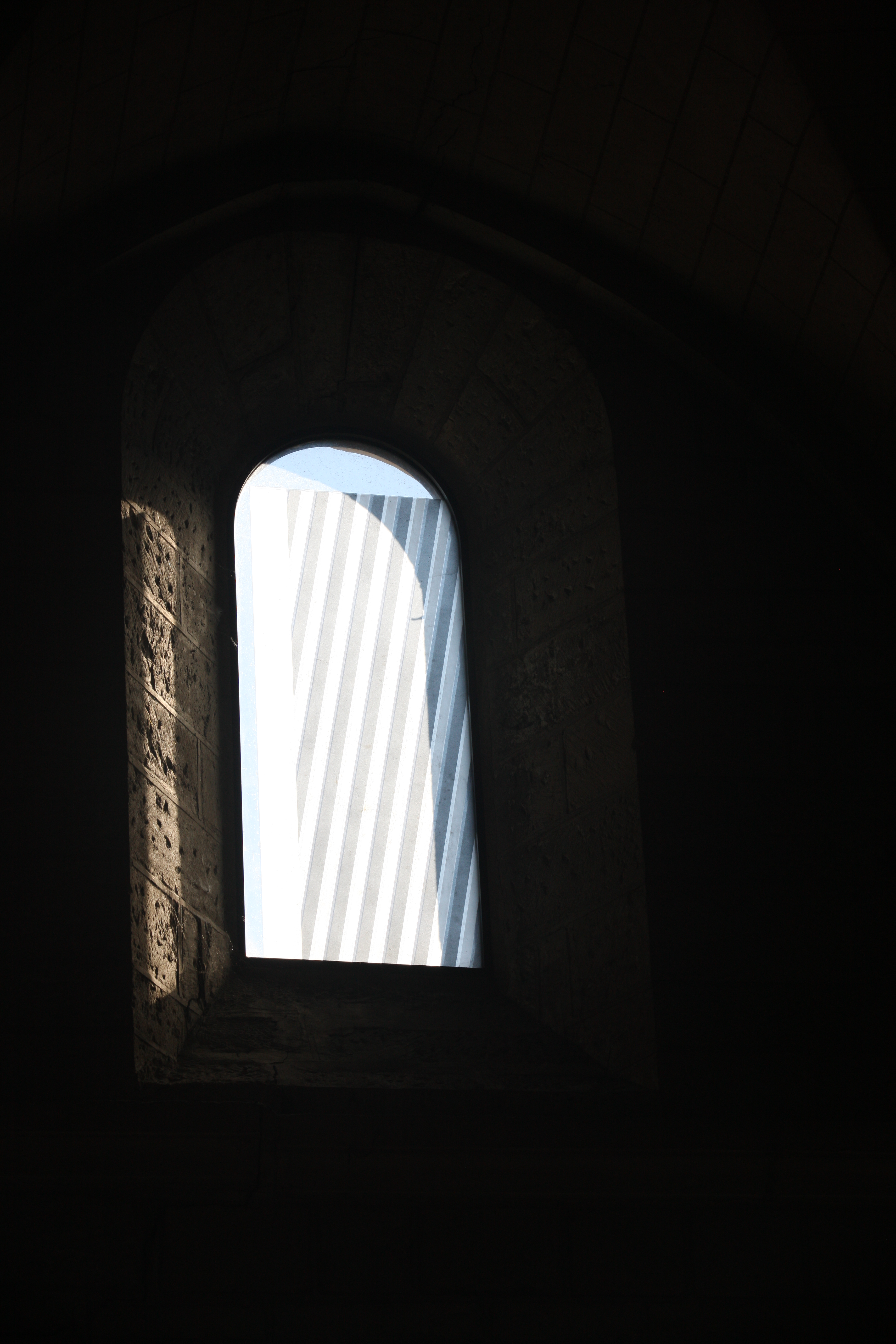
Vitrail de Ricardon et Parot.

- 1790-1873 : Vacance

### Supérieurs
- 1873-1888 : Benoît Chambon
- 1888-1898 : Jean Grandjacquot

### Prieurs
- 1898-1901 : Émile Lorne
- 1901-1903 : Dominique Rouby
- 1903-1904 : Raymond Brevet
- 1904-1921 : Hermann Finiels
- 1921-1924 : Paulin Faucon
- 1924-1928 : Joachim Delaigne
- 1928-1930 : Léon Alloix
- 1930-1934 : Henri Brun
- 1934-1937 : Amédée Gaillard de La Roche
- 1937-1938 : Eugène Court  (1)

### Abbés
- 1938-1946 : Eugène Court  (2)
- 1946-1947 : Paul Vuillemin
- 1947-1958 : Robert Pierre
- 1958-1967 : Albéric Macle
- 1967-1970 : Vacance
- 1970-1977 : Nivard Bader
- 1977-1984 : Sébastien Delacommune
- 1984-2002 : Hervé Briand
- 2003-2020 : Jean-Marc Thévenet
- 2020-2023 : Godefroy Raguenet de Saint-Albin[15]

Source : Gallia Christiana